# 弗赖辛大教堂图书馆

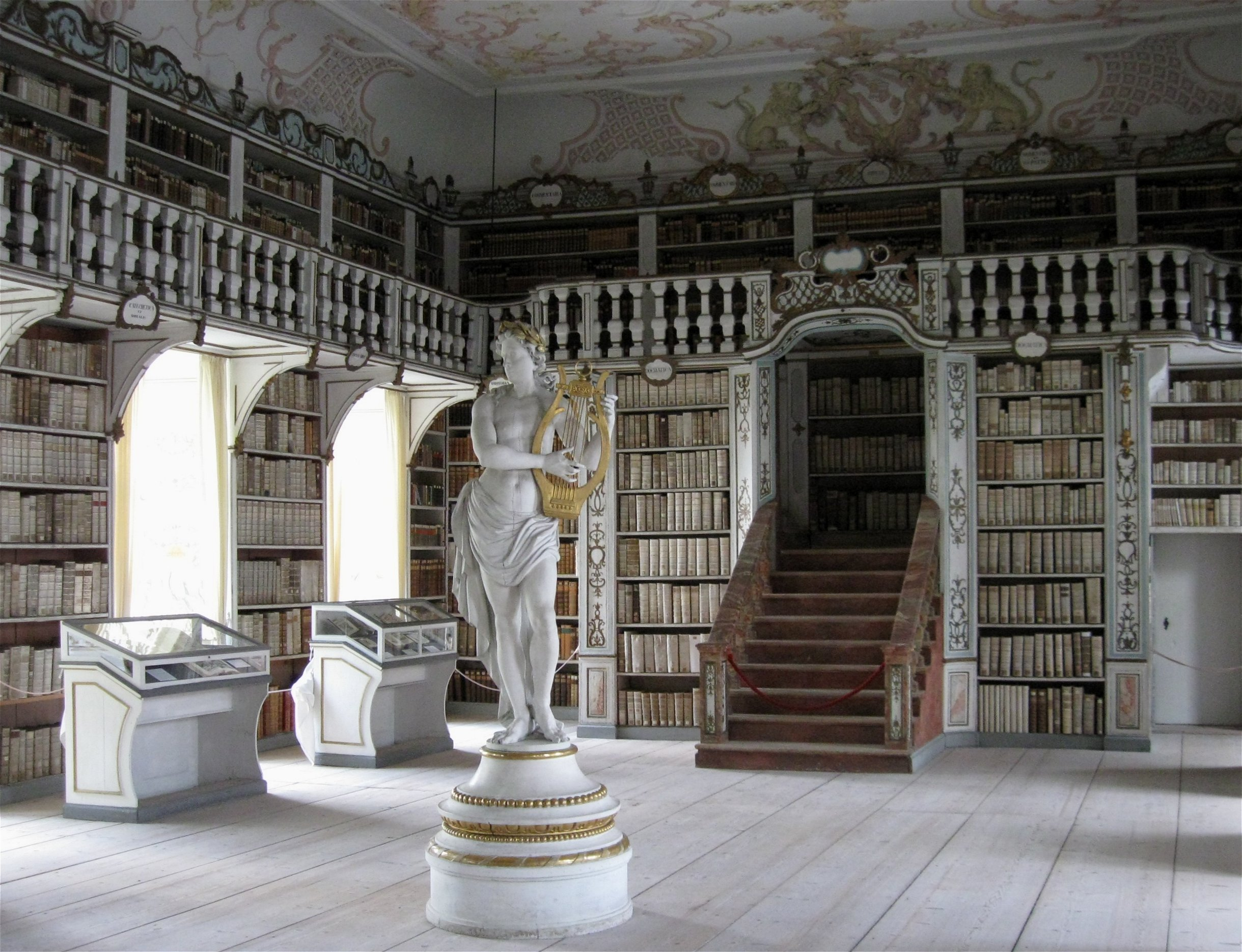

弗赖辛大教堂图书馆位于巴伐利亚州弗赖辛市，建于739年，是天主教慕尼黑-弗赖辛总教区的中央图书馆，藏书超过32万册（2010年），包括345份手稿、3,215份音乐手稿和222份摇篮本，是德国最大的教堂图书馆之一。